# Liste der Baudenkmale in Langwedel (Weser)
In der Liste der Baudenkmale in Langwedel sind alle Baudenkmale der niedersächsischen Gemeinde Langwedel aufgelistet. Die Quelle der  Baudenkmale ist der Denkmalatlas Niedersachsen. Der Stand der Liste ist der 21. November 2020.

## Allgemein
In den Spalten befinden sich folgende Informationen:
- Lage: die Adresse des Baudenkmales und die geographischen Koordinaten. Kartenansicht, um Koordinaten zu setzen. In der Kartenansicht sind Baudenkmale ohne Koordinaten mit einem roten Marker dargestellt und können in der Karte gesetzt werden. Baudenkmale ohne Bild sind mit einem blauen Marker gekennzeichnet, Baudenkmale mit Bild mit einem grünen Marker.
- Bezeichnung: Bezeichnung des Baudenkmales
- Beschreibung: die Beschreibung des Baudenkmales. Unter § 3 Abs. 2 NDSchG werden Einzeldenkmale und unter § 3 Abs. 3 NDSchG Gruppen baulicher Anlagen und deren Bestandteile ausgewiesen.
- ID: die Objekt-ID des Baudenkmales
- Bild: ein Bild des Baudenkmales, ggf. zusätzlich mit einem Link zu weiteren Fotos des Baudenkmals im Medienarchiv Wikimedia Commons. Wenn man auf das Kamerasymbol klickt, können Fotos zu Baudenkmalen aus dieser Liste hochgeladen werden:

## Langwedel

### Einzeldenkmale
| Lage                                            | Bezeichnung              | Beschreibung | ID       | Bild           |
| ----------------------------------------------- | ------------------------ | --- | -------- | -------------- |
| Burgweg 52° 58′ 23″ N, 9° 11′ 55″ O             | Burgberg                 | Die Burg Langwedel wurde 1225 für das Bistum Bremen errichtet und ging spätestens im 19. Jahrhundert ab.                                                                                                 | 34314898 | Weitere Bilder |
| Auf dem Sandberg 11 52° 58′ 34″ N, 9° 11′ 51″ O | Wohn-/Wirtschaftsgebäude | Auf das Jahr 1842 datierter Zweiständerhaus, das ein Gerüst von 1767 verwendete. Sowohl das „Flett“ und das Kammerfach mit Kochzeile und darüber aufsitzendem Schornstein sind noch weitgehend original. | 37676148 |                |

## Daverden

### Gruppe: Kirche Daverden
Die Gruppe „Kirche Daverden“ hat die ID 34305957.

| Lage                                    | Bezeichnung          | Beschreibung | ID       | Bild           |
| --------------------------------------- | -------------------- | --- | -------- | -------------- |
| Kirchweg 29 52° 58′ 33″ N, 9° 10′ 11″ O | Kirche St. Sigismund | Die 1321 unter einem Satteldach in backsteinbauweise errichtete Saalkirche war früher einschiffig. Umbauten erfolgten 1427 und 1682. Das gotische als Spitzbogen angelegte Portal im Norden wird von glasierten roten und schwarzen Backsteinen eingefasst. Unter einem Pyramidendach ist der Kirchturm im Westen an das Schiff gebaut. Das Querschiff wurde zwischen 1899 und 1901 angebaut. Die Kanzel und der Altar sind vor der Mitte des 17. Jahrhunderts eingebracht worden. | 34314517 | Weitere Bilder |
| Kirchweg 29 52° 58′ 34″ N, 9° 10′ 10″ O | Kirchhof             | Der mit einer Backsteinmauer umgebende Kirchhof umfasst auch das in eingeschossiger Bauweise errichtete ehemalige Spritzenhaus. Es finden sich zahlreiche aufwändig gestaltete Grabsteine des 18. und 19. Jahrhunderts. | 34314543 | Weitere Bilder |

### Friedhof Daverden
| Lage                                     | Bezeichnung | Beschreibung | ID       | Bild           |
| ---------------------------------------- | ----------- | --- | -------- | -------------- |
| Kirchweg 19B 52° 58′ 32″ N, 9° 10′ 17″ O | Friedhof    | Mitte bis Ende des 19. Jahrhunderts erschlossene Anlage mit einer Gruft von 1876. Mittig befindet sich eine Lindenallee. Am Ende, nahe dem alten Allerarm, befindet sich die Kriegsgräberstätte Daverden. | 34314588 | Weitere Bilder |

## Etelsen

### Gruppe: Schleusenkanal Langwedel
Die Gruppe „Schleusenkanal Langwedel“ hat die ID 41615251 und erstreckt sich über mehrere Ortsteile der Gemeinde.

| Lage                                           | Bezeichnung | Beschreibung | ID       | Bild           |
| ---------------------------------------------- | ----------- | --- | -------- | -------------- |
| (im Schleusenkanal) 52° 58′ 59″ N, 9° 7′ 12″ O | Schleuse    | Die Kammerschleuse Langwedel besteht aus Betonwänden und Betonhäuptern mit stählernen Stemmtorpaaren. Das Hauptbetriebsgebäude steht am Unterhaupt mit einem zur Schleusenkammer vorkragenden Vorbau. Die übrigen Betriebs- und Schleusenwärterhäuser sind als verputzte Massivbauten ausgeführt. | 34314990 | Weitere Bilder |
| Weserstraße (K9) 52° 58′ 9″ N, 9° 9′ 23″ O     | Brücke      | Zwischen 1953 und 1958 erbaute Balkenbrücke mit genieteten Stahlvollwandträgern auf Betonwiderlagern. | 34315013 | BW             |
| Hagener Straße (K7) 52° 59′ 14″ N, 9° 6′ 32″ O | Brücke      | 2011 beseitigte, zwischen 1953 und 1958 erbaute Bogenbrücke; ersetzt durch die Kanalbrücke K7 | 34315036 | BW             |

### Gruppe: Schloss Etelsen
Die Gruppe „Schloss Etelsen“ hat die ID 34305975.

| Lage                                       | Bezeichnung              | Beschreibung | ID       | Bild           |
| ------------------------------------------ | ------------------------ | --- | -------- | -------------- |
| Bremer Straße 2 52° 59′ 43″ N, 9° 6′ 45″ O | Schloss Etelsen          | 1885 im Stile der Neorenaissance nach Entwürfen Karl Hantelmanns errichtetes Gebäude mit Ziegel- und Sandsteingliederung. Die Mittelachse wird durch die Loggia und die Kuppelbekrönung hervorgehoben. Die Eckrisalite sind mit einer hohen Attika ausgestattet. Die Fassade auf der Gartenseite wirkt entsprechend dem französischen Barock. 1982 bis 1983 fand eine Restaurierung statt. | 34314664 | Weitere Bilder |
| Bremer Straße 2 52° 59′ 46″ N, 9° 6′ 33″ O | Schlosskapelle/Mausoleum | 1873 nach dem Entwurf von Conrad Wilhelm Hase errichtetes Mausoleum aus Backstein mit gotisierenden Elementen. | 34314697 | Weitere Bilder |
| Bremer Straße 2 52° 59′ 43″ N, 9° 6′ 42″ O | Schlosspark              | Landschaftspark mit regelmäßigen Gartenpartien und großzügig angelegten Naturräumen, insbesondere der ehemaligen Affeninsel, und Schlossbauten (Mausoleum). | 34314919 | Weitere Bilder |
| Bremer Straße 4 52° 59′ 42″ N, 9° 6′ 52″ O | Wirtschaftsgebäude       | Ende des 19. Jahrhunderts errichtete anderthalbgeschossige Dreiflügelanlage mit Ziegellisenen | 34314732 |                |

### Einzeldenkmale
Die Windmühle „Jan Wind“ mit dem Museum up’n Böhn steht seit 2011 nicht mehr unter Denkmalschutz, hat aber die Objekt-ID 34314612 im Denkmalatlas.

| Lage                                         | Bezeichnung           | Beschreibung | ID       | Bild |
| -------------------------------------------- | --------------------- | --- | -------- | ---- |
| Schleusenstraße 6 52° 59′ 11″ N, 9° 6′ 57″ O | Herrenhaus Gut Koppel | 1767 errichtetes zweigeschossiges Herrenhaus als Fachwerkbau, dessen Innengerüst-Ständer auf 1578/1579 datiert werden können. Der anschließende Fachwerkbau im Nordosten wird auf 1727 datiert. | 34314639 | BW   |

## Holtebüttel-Nindorf

### Einzeldenkmal
| Lage                                           | Bezeichnung              | Beschreibung | ID       | Bild |
| ---------------------------------------------- | ------------------------ | --- | -------- | ---- |
| Alte Dorfstraße 25 52° 58′ 18″ N, 9° 14′ 15″ O | Wohn-/Wirtschaftsgebäude | Um 1760 erbautes als Hallenhaus in Zweiständerbauweise errichtetes Häuslingshaus, dessen Wände in Fachwerk mit Ziegelausmauerung erbaut wurden. Um 2010 umgebaut. | 39256746 | BW   |

## Völkersen

### Gruppe: Hofanlage Ottersberger Straße
Die Gruppe „Hofanlage Ottersberger Straße“ hat die ID 34305992.

| Lage                                               | Bezeichnung              | Beschreibung                                                      | ID       | Bild |
| -------------------------------------------------- | ------------------------ | ----------------------------------------------------------------- | -------- | ---- |
| Völkerser Landstraße 71 53° 0′ 19″ N, 9° 13′ 26″ O | Wohn-/Wirtschaftsgebäude | Auf 1827 datiertes Zweiständer-Hallenhaus.                        | 34314822 | BW   |
| Völkerser Landstraße 71 53° 0′ 21″ N, 9° 13′ 25″ O | Scheune                  | In der ersten Hälfte des 19. Jahrhunderts errichteter Fachwerkbau | 34315013 | BW   |

### Einzeldenkmale
| Lage                                               | Bezeichnung              | Beschreibung                                                                            | ID       | Bild |
| -------------------------------------------------- | ------------------------ | --------------------------------------------------------------------------------------- | -------- | ---- |
| Rotenburger Straße 2 53° 0′ 16″ N, 9° 13′ 53″ O    | Wohn-/Wirtschaftsgebäude | Auf 1827 datiertes Zweiständer-Hallenhaus                                               | 34314873 | BW   |
| Völkerser Landstraße 76 53° 0′ 18″ N, 9° 13′ 44″ O | Wohn-/Wirtschaftsgebäude | In der ersten Hälfte des 19. Jahrhunderts errichtetes Häuslingshaus als Zweiständerbau. | 34314791 | BW   |